# Atividade Paranormal 4
Paranormal Activity 4 (no Brasil e em Portugal: Atividade Paranormal 4) é um filme de terror americano de 2012. Dirigido por Ariel Schulman e Henry Joost, os diretores de Atividade Paranormal 3, e escrito por Zack Estrin. O filme apresenta Katie Featherston, que já estrelou os três filmes anteriores, e é uma continuação de Atividade Paranormal 2, e quarto filme da série Atividade Paranormal, no qual acontece 5 anos depois de onde parou.

## Enredo
Em 9 de outubro de 2006, Kristi Rey e seu marido Daniel são mortos por sua irmã Katie, que, então, sequestra o filho de um ano de idade de Kristi, Hunter. Anos depois, mais precisamente em novembro de 2011, a adolescente Alex Nelson vive no subúrbio de Henderson, Nevada, com seu pai Doug, sua mãe Holly, e seu irmão mais novo Wyatt. Alex e seu amigo Ben conhecem Robbie, o filho de seus novos vizinhos, escondido na casa da árvore da família. No dia seguinte, a mãe de Robbie adoece e uma ambulância é chamada para levá-la ao hospital, deixando Robbie com a família de Alex, que começa a mencionar um amigo invisível chamado Toby. Ao longo dos dias, coisas estranhas começam a acontecer na casa de Alex e a garota começa a se perguntar se pode haver alguma ligação com Robbie. Uma noite, Alex percebe vários carros estacionados em frente a casa de Robbie e decide investigar, já que a mãe do garoto supostamente ainda estaria no hospital, mas foge depois de ser confrontada por uma mulher estranha. Na manhã seguinte, Robbie desenha um símbolo verde nas costas de Wyatt, que Alex descobre mais tarde estar associado a bruxaria e possessão demoníaca.
Certo dia, Alex flagra Robbie levando Wyatt para sua casa e vai atrás de seu irmão. Ela entra, escuta gritos e encontra os dois brincando no quarto. Alex puxa Wyatt pelo braço e então conhece a mãe de Robbie, Katie. Wyatt fala para Alex que Katie disse que ele foi adotado, assim como Robbie, e que sua família biológica o quer de volta. Mais tarde, Wyatt, enquanto toma banho, é puxado para debaixo d'água na banheira por uma força invisível. Ele retorna aparentemente em transe. Naquela noite, Wyatt entra no quarto de Alex e a levita enquanto dorme. No dia seguinte, Wyatt refere-se a si mesmo como "Hunter", dizendo a Alex que este é o seu verdadeiro nome. Sozinha em casa com Wyatt e conversando online com Ben, Alex escuta um barulho na garagem e decide ir olhar. Alex entra na garagem e a porta fecha sozinha deixando-a presa. Katie entra na casa e sobe as escadas até o quarto de Wyatt, onde lhe diz que ela vai esperar até que ele fique "pronto". Na garagem, o carro da família liga sozinho, liberando fumaça e sufocando Alex, mas a garota escapa quebrando o vidro do carro e engatando a marcha ré, quebrando a porta da garagem. Seus pais chegam em casa e Alex, aos prantos, conta o ocorrido, tenta mostrar aos pais a filmagem deste incidente, mas a filmagem foi misteriosamente apagada. No dia seguinte, Holly, a mãe de Alex, é violentamente jogada contra o teto por uma força sobrenatural e cai no chão, morta. Katie, em seguida, aparece e arrasta seu corpo. Ben chega na casa atrás de Alex e vai até seu quarto, porém não a encontra e decide deixar uma mensagem para ela, antes de ser morto tendo seu pescoço quebrado por Katie.
Ao chegarem em casa, Doug, o pai de Alex, estranha o sumiço de Holly e Wyatt, e vai até a casa de Katie em busca de informações. Alex sobe para seu quarto, encontra o corpo de Ben e também é atacada por uma força sobrenatural. Ela corre até a casa de Katie atrás de seu pai, mas não consegue encontrá-lo. Alex ouve um grito e se depara com Doug sendo arrastado pelo corredor até um quarto, desaparecendo em seguida. Enquanto busca por seu pai e seu irmão, Alex encontra Katie possuída, que a persegue. Ela escapa de Katie e encontra Wyatt no quintal, que se recusa a ir embora. Quando Alex olha pro lado, vê o clã de bruxas se aproximando e ao olhar ao redor, é atacada por Katie, e a câmera cai no chão.

## Elenco
- Kathryn Newton como Alex
- Matt Shively como Ben
- Aiden Lovekamp como Wyatt / Hunter
- Brady Allen como Robbie
- Stephen Dunham como Doug
- Alexondra Lee como Holly
- Katie Featherston como Katie
- Georgica Pettus como Sarah
- Alisha Boe como Tara
- Brendon Eggertsen como Derek

## Produção
Paramount Pictures anunciou em 2 de Janeiro de 2012 que Paranormal Activity 4 já estava em produção. Foi também informado que Kathryn Newton está definida para participar como a personagem Alex. Katie Featherston também vai reprisar seu papel como Katie, ainda possuída desde o final dos dois primeiros filmes.
Em 23 de Junho de 2012, foi confirmado que as filmagens do quarto filme haviam sido iniciadas. O primeiro trailer oficial foi lançado em 3 de Agosto. seguindo a história de Katie possuída e Hunter sequestrado após o seu desaparecimento, no final do segundo filme. O filme também contará com o Kinect e sua tecnologia. Como todos os filmes da sequência paranormal, este é um filme gravado por câmeras que são monitoradas pelos próprios atores, este uso de câmeras, sempre piorou os acontecimentos.

## Recepção
O filme recebeu críticas mistas para negativas. No Rotten Tomatoes o filme mantém um índice de aprovação de 24% com base em 103 revisões com uma avaliação média de 4.3/10, indicando críticas negativas. No consenso do website é declarado que "Enquanto isso não consegue arrancar mais alguns gritos fora da premissa surpreendentemente durável da franquia, Paranormal Activity 4 fornece aos fãs da série retornos assustadoramente decrescentes."